# Giselle Villagómez
Giselle Villagómez es una cantante ecuatoriana de pasillos y boleros, también conocida como "La Faraona de la ola". Es madre de la periodista y cantante Guiselle Hidalgo.

## Biografía
Debutó en los años 60 en el canal 4 actual RTS, en un programa llamado “La abuelita Ángela”. Su música fue inspirada por la mexicana Sarita Montiel. De adolescente participó en un programa televisivo llamado “El Clan del 4", a los 14 años de edad grabó en Fedisco uno de sus primeros éxitos, con el que ganó popularidad con la canción “El Cardenal” tema del artista argentino Chico Navarro.
En 1970 con la canción “Alborada” ganó el primer lugar en el Festival Internacional de la Canción OTI, capítulo Ecuador, concurso en el cual participó vistiendo una minifalda, siendo la primera artista ecuatoriana en presentarse con esa prenda de vestir en un programa televisado. Posteriormente sería la primera artista guayaquileña en representar al país en la edición internacional de OTI, en México 1971. Se presentó también en el Madison Square Garden.
A la edad de 25 años en 1975 dejó su carrera artística. En el 2014 regresó a los escenarios y en el 2017 realizó un concierto en conmemoración de sus 40 años de carrera musical.